# أكسوم بن أبرهة
أكسوم بن أبرهة (نحو 520م - نحو 571م): ملك مسيحي، حبشي الأصل. حتى الآن لا يُعلم على وجه الدقة متى بدأ حكم يكسوم، أو هل فعلاً وصل إلى الحكم، إلا أن كريستيان روبن قدر فترة حكمة ما بين (565م - 568م). وفي سنة 548، عينه والده أبرهة أميراً ونائباً له على أرض "معاهر"، وكانت له "ذي معاهر"، فعرف بـ"يكسوم ذي معاهر" (CIH 541 - السطر 82). وهو الدليل الأركيولوجي الوحيد لهذه الشخصية.ويبدوا أن أبرهة كان متعصباً لمدينته الأم (أكسوم) فأسمى ابنه على تلك المدينة.
ويشير عبيد بن شرية إلى أن وفاة يكسوم بعد والده مباشرة، قال: «فانصدع قلب أبرهة فمات، فمَلَّكت الحبشة على الجيش يكسوم بن أبرهة، فلم يلبث أن هلك، فقام مقامه مسروق بن أبرهة»،وهو ما ذهب إليه ابن إسحاق وهشام الكلبي أيضاً.